# Tritó del Montseny
El tritó del Montseny (Calotriton arnoldi) és una espècie d'amfibi descrita a finals del 2005. Es tracta de l'única espècie vertebrada endèmica de Catalunya i l'únic urodel endèmic de la península Ibèrica. Es troba en perill d'extinció. D'una mida aproximada de 10 cm i amb el dors de color marronós, és l'espècie germana del tritó pirinenc (C. asper), amb el qual comparteix semblances generals en termes generals d'ecologia i morfologia. Fou observat per primera vegada al massís del Montseny el 1979 i durant molts anys fou considerat la mateixa espècie que el tritó pirinenc.

## Demografia

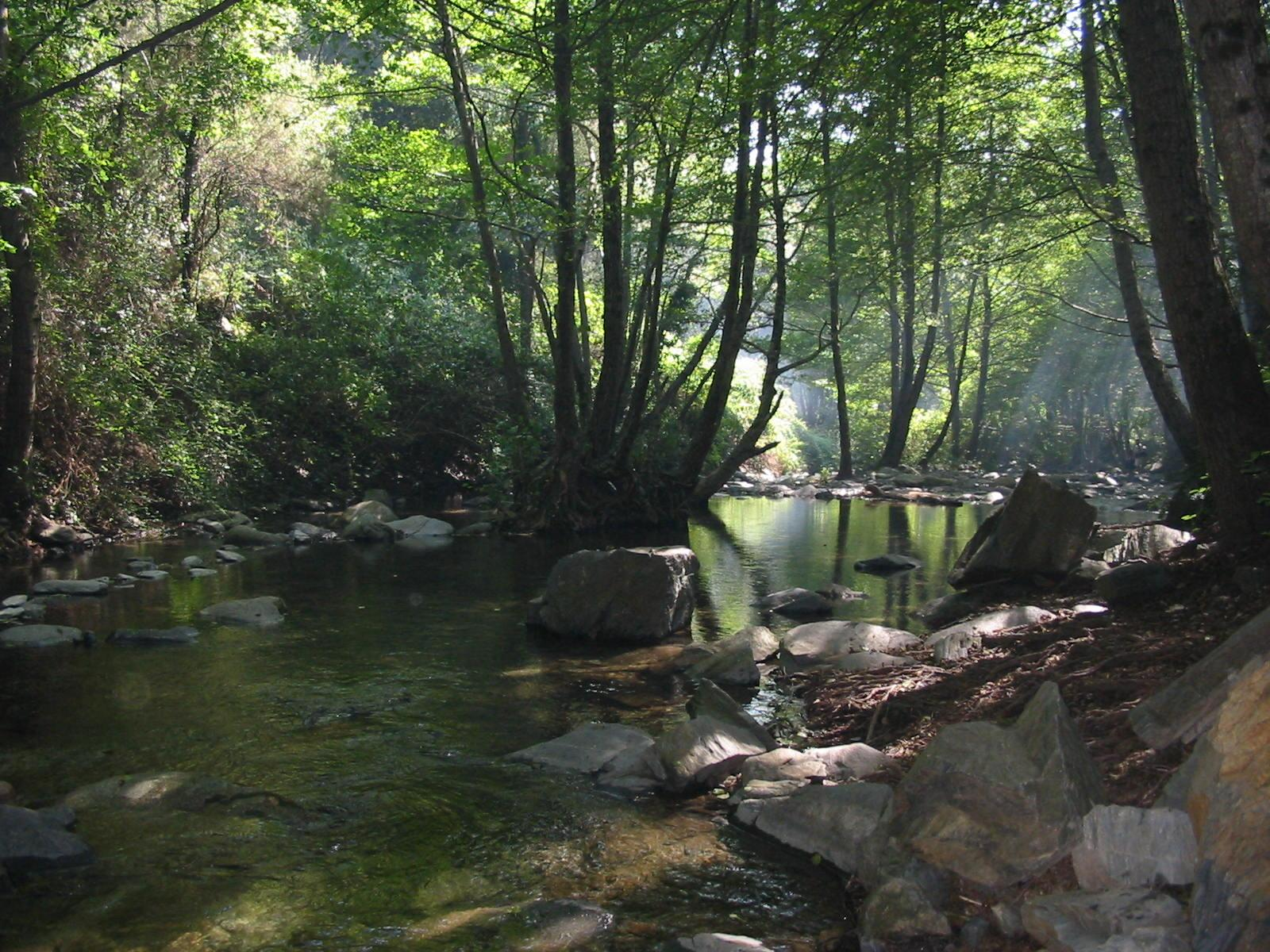
La Tordera, hàbitat del tritó del Montseny

El tritó del Montseny és endèmic del massís del Montseny. És exclusiu de la conca de la Tordera; només s'ha trobat en set torrents i està distribuït en dues poblacions separades per quatre quilòmetres. Habita una àrea de menys de 25 km², a una altitud de 600-1.200 m. Es troba en aigua freda, neta i oxigenada en ambients poc humanitzats. Comparteix hàbitat amb dos altres amfibis: la salamandra comuna i el tòtil.

## Estat de conservació
La Llista Vermella de la UICN classifica el tritó del Montseny com a espècie en perill crític. Malgrat els esforços invertits en la seva reintroducció, es creu que el 2005 només n'hi havia entre 1.000 i 1.500 individus, un 15% menys que el 1995.
A causa de l'escalfament climàtic, la temperatura mitjana del massís del Montseny ha augmentat més d'un grau en l'últim segle. Aquest increment de la temperatura ha incrementat l'evaporació i l'evapotranspiració de les plantes, fet que ha provocat una major aridesa vegetal. Els boscos de faigs són perfectes pel tritó, però des del 1945 han pujat uns 70 metres d'altitud (substituïts per alzines) fins a 1.600-1.700 msnm, on els rierols tenen menys aigua. L'assecament dels rierols és la principal amenaça per a l'espècie. S'extreu una gran quantitat d'aigua per vendre-la embotellada arreu del continent. A conseqüència d'això, el Montseny s'està assecant i, per tant, la població del tritó està disminuint molt.
El 2007 es posà en marxa un programa per a la reintroducció de l'espècie que a gener del 2016 havia alliberat 556 exemplars. Com a resultat d'aquesta acció, la població de tritó del Montseny s'ha duplicat en deu anys, tot i que continua estant en perill crític. Actualment s'està desenvolupant un projecte Life destinat a la conservació de les seves poblacions i el seu hàbitat (www.lifetritomontseny.eu).

## Descripció
El tritó del Montseny té un seguit d'adaptacions molt particulars per viure en torrents d'aigua freda i amb força corrents. Les més notòries són el cos aplanat per entrar millor dins les esquerdes, l'absència de les crestes dorsals, la pell granulosa que li permet subjectar-se a les esquerdes i les cobertes quitinoses a les puntes dels dits per agafar-se als fons dels torrents. Té els pulmons petits, cosa que l'ajuda a no flotar. Ha adoptat una mena de còpula al llarg de la qual el mascle immobilitza la femella amb la cua i li transfereix l'espermatòfor directament a la cloaca, amb la qual cosa evita que sigui arrossegat pel corrent.

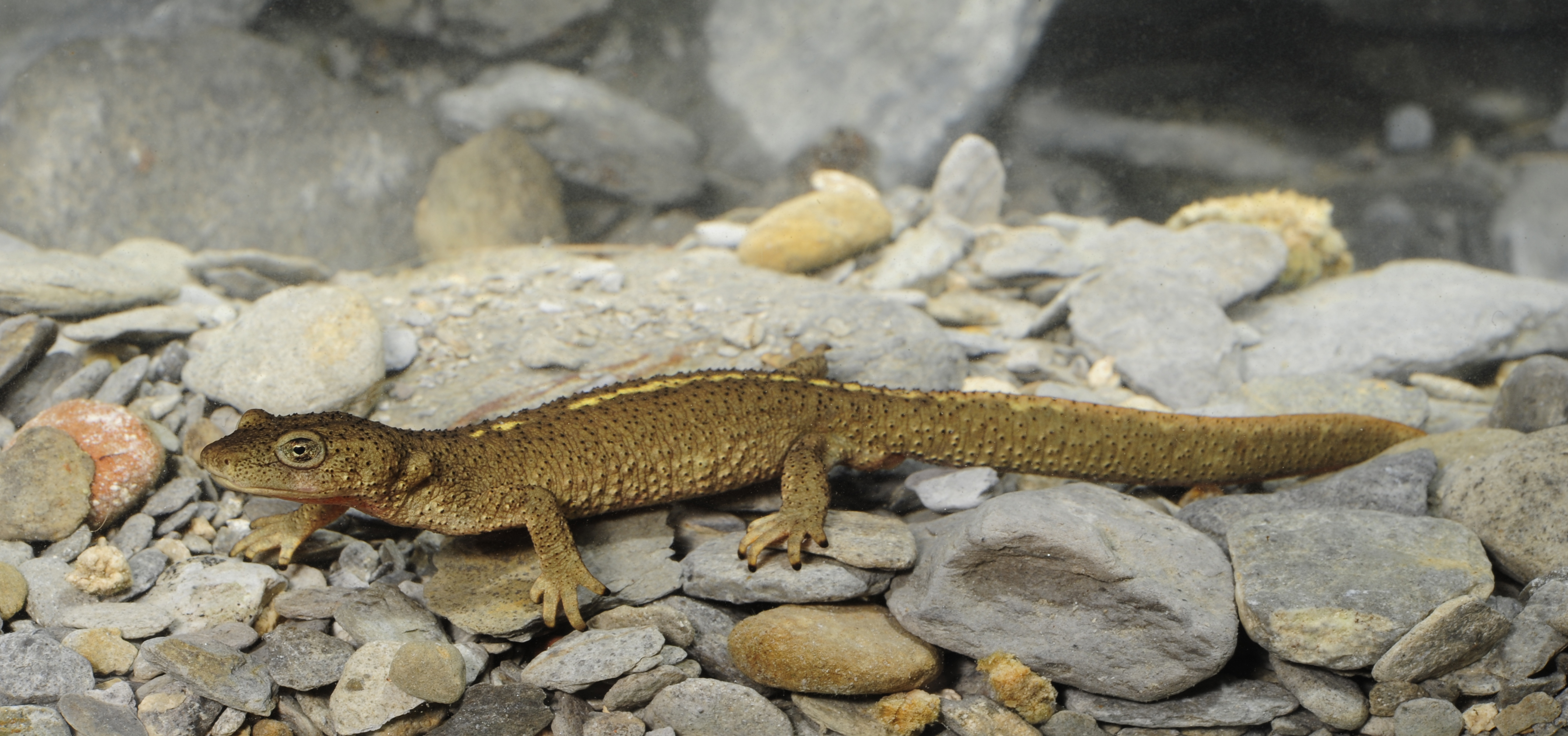
Un tritó pirinenc, el parent més proper i físicament similar

Físicament és molt similar al tritó pirinenc, motiu pel qual passà desapercebut durant molt de temps. És una espècie una mica més petita que el seu parent més proper. Els mascles fan 5,6-5,9 cm mentre que les femelles fan 5,7-5,9 cm del musell a la cloaca. La cua mesura 3,4-4,4 cm, donant una llargada màxima de tot l'animal de 10,3 cm.
El dimorfisme sexual és poc pronunciat: els mascles tenen el cap una mica més gros i ample que les femelles, i la cua més curta i alta. La diferència principal és la cloaca, on les femelles presenten una protuberància una mica prominent i arrodonida.
La pell dels tritons del gènere Calotriton presenta grànuls de forma cònica. Els del Montseny són menys abundants i estan absents de la regió ventral. Una altra característica pròpia d'aquesta espècie és la coloració. El dors i la part lateral són marró fosc, el coll és ataronjat i el ventre té un mosaic de puntets grisos de diferents tonalitats amb una àrea translúcida de pigmentació de color crema a la part posterior. Aquesta zona és més petita en els mascles. Quan els tritons del Montseny se senten atrapats per un depredador alliberen una secreció blanquinosa per la pell. És una substància nociva, enganxifosa i molt olorosa.
Tot i ser una espècie pràcticament aquàtica té pulmons vestigials i, per tant, respira a través de la pell, especialment l'epiteli de la boca.
No se sap gairebé res sobre la seva alimentació en estat salvatge, però se n'han pogut observar individus introduint el musell a les escletxes de les roques, possiblement per agafar petits invertebrats o larves de salamandres.
Les dues poblacions existents presenten característiques pròpies. L'oriental té unes taques irregulars de color groguenc o verdós, mentre que en l'occidental els mascles tenen una pigmentació blanquinosa als laterals del morro i sovint un seguit de punts fins als laterals del dors de color platejat.

### Reproducció
Es reprodueix durant la primavera i la tardor. Durant aquesta època, els mascles es queden quiets amb la cua aixecada fins que se'ls acosta una femella. Un cop detecta una femella, el mascle enrotlla la cua al seu voltant. L'acte sexual pot durar hores. Els tritons del Montseny superposen les obertures de les cloaques per facilitar la transferència de l'espermatòfor a la femella i la fecundació d'aquesta última. Mai no s'han vist ous d'aquesta espècie en la naturalesa, però es creu que les femelles els deixen sota les pedres per impedir que els corrents se'ls emportin. Neixen en forma de larva minúscula blanquinosa i de mica en mica van prenent la forma adulta. Els tritons joves tenen el mateix aspecte que els adults, però són més petits, tenen la pell completament llisa i encara conserven les brànquies.

## Història
El tritó del Montseny fou descobert el 2005. És l'única espècie vertebrada que només es troba a Catalunya. La determinació d'aquesta nova espècie fou treballada pels biòlegs Salvador Carranza (investigador del Departament de Biologia Animal de la Universitat de Barcelona) i Fèlix Amat (investigador de l'àrea d'herpetologia del Museu de Ciències Naturals de Granollers), amb estudis efectuats el 2002 (emmarcats en el Pla de Seguiment de paràmetres ecològics del Parc Natural del Montseny), de morfologia externa i osteologia de l'animal, així com una anàlisi poblacional i d'ADN (diferenciació genètica), que permeten assegurar que el tritó del Montseny té característiques biològiques diferenciades de la resta d'espècies catalogades.
El 2007 s'aconseguí capturar-ne 20 exemplars salvatges, que es traslladaren al centre de fauna de Torreferrussa per a criar-los en captivitat. El Museu de Ciències Naturals de Granollers, juntament amb el Zoo de Barcelona i tècnics del Centre de Recuperació de Fauna de Torreferrussa han aconseguit criar-ne un miler d'exemplars, dels quals se n'havien alliberat 573 a novembre de 2014.

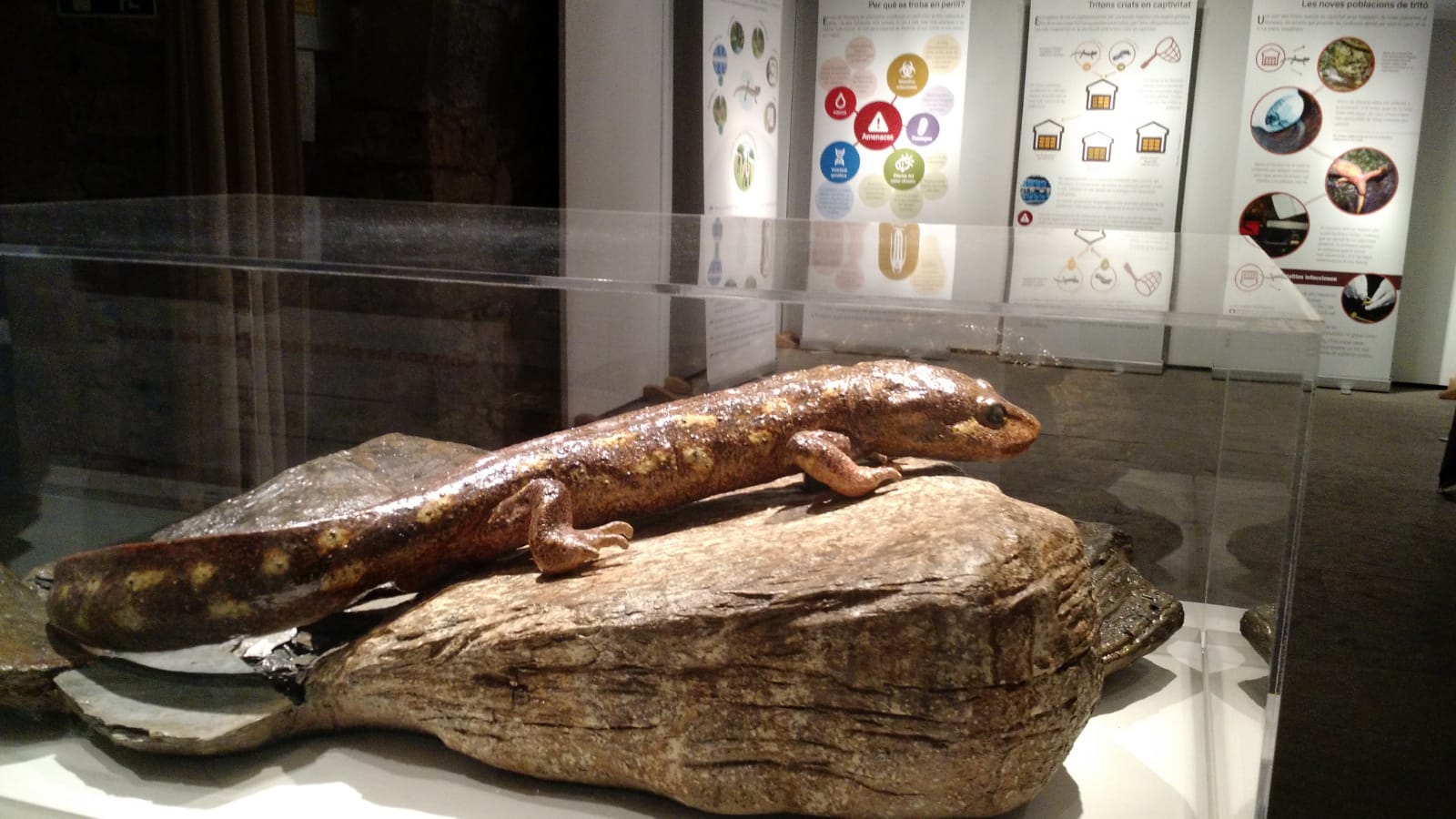
Model de tritó del Montseny exposat al Museu Etnològic del Montseny l'any 2019, en el marc del programa Life.

El gener de 2016 es feu públic que el programa de cria en captivitat del tritó del Montseny havia aconseguit doblar la població d'aquest amfibi des del seu descobriment. A més, també ha augmentat lleugerament la seva àrea de distribució. L'octubre del 2016 començà el projecte Life Tritó Montseny, per millorar l'estat de conservació de l'amfibi i assegurar-ne el futur. Aquest projecte fou cofinançat pel programa Life de la UE i coordinat per la Diputació de Barcelona, amb el suport de la Diputació de Girona, la Generalitat de Catalunya, el Zoo de Barcelona i l'empresa pública Forestal Catalana. Aquests socis establiren els següents objectius: incrementar el cabal i la qualitat hidrològica dels torrents on viu el tritó, reduir les amenaces sobre el seu hàbitat, assegurar-ne la variabilitat genètica, ampliar-ne l'àrea de distribució, aprovar un pla de conservació de l'espècie amb una major cobertura legal, augmentar el coneixement científic del tritó del Montseny i implicar els agents del territori en la conservació dels seus hàbitats de ribera. Aquest programa havia de durar fins al desembre del 2020, però s'allargà fins a finals del 2022. En el marc d'aquest projecte, a finals del 2021, s'havien alliberat uns 1.500 exemplars del tritó del Montseny.
Tot i que l'espècie es manté estable, continua en perill crític d'extinció.

### Història evolutiva
Durant el Plistocè, en el Montseny es formà un conjunt de muntanyes que, combinades amb les glaciacions, provocaren l'aïllament reproductiu dels tritons de la zona. L'aïllament reproductiu de l'espècie ancestral comuna amb el tritó pirinenc en dos grups de poblacions, una de les quals esdevingué el tritó del Montseny. Les glaciacions probablement comportaren l'extinció d'altres poblacions de l'espècie, ja que els dos nuclis actuals presenten certa divergència genètica que correspondria a un aïllament genètic aparegut fa aproximadament 560.000-250.000 anys.
Basant-se en una reconstrucció hipotètica del passat biogeogràfic dels tritons a Catalunya durant el Plistocè, l'avantpassat del tritó s'especià en el tritó del Montseny i el tritó pirinenc. Durant els períodes glacials esmentats anteriorment, l'espècie es refugià en una àrea climàtica favorable a la perifèria sud dels Pirineus, incloent-hi el Montseny. Posteriorment, fa aproximadament 1,5 milions d'anys, aparegué una barrera que separà les poblacions del Montseny de la resta de tritons i des de llavors no hi ha hagut flux genètic.